# The Future Is Medieval
Albums de Kaiser Chiefs
Off with Their Heads
(2008) Education, Education, Education and War
(2014)
The Future Is Medieval est le quatrième album du groupe britannique de rock Kaiser Chiefs, publié le 3 juin 2011 en téléchargement et le 27 juin 2011 dans les bacs par Polydor.

## Liste des chansons
Toutes les chansons sont écrites et composées par Kaiser Chiefs.
| No  | Titre                      | Durée |
| --- | -------------------------- | ----- |
| 1.  | Little Shocks              | 3:42  |
| 2.  | Things Change              | 3:45  |
| 3.  | Long Way from Celebrating  | 3:02  |
| 4.  | Starts with Nothing        | 5:31  |
| 5.  | Out of Focus               | 4:09  |
| 6.  | Dead or in Serious Trouble | 2:37  |
| 7.  | When All Is Quiet          | 3:27  |
| 8.  | Kinda Girl You Are         | 2:36  |
| 9.  | Man On Mars                | 4:14  |
| 10. | Child of the Jago          | 4:41  |
| 11. | Heard It Break             | 3:07  |
| 12. | Coming Up for Air          | 5:35  |
| 13. | If You Will Have Me        | 3:21  |